# КАМАЗ-43114
КАМАЗ-43114 — российский трёхосный крупнотоннажный грузовой автомобиль повышенной проходимости, выпускавшийся КАМАЗ с 1996 по 2014 год. Шасси 43114 широко применяется в вооружённых силах, нефтегазодобывающей отрасли, в том числе для монтажа различных надстроек (автоцистерн, автогидроподъёмников, фургонов, автопоездов-плетевозов и др). Кабина — высокая, трёхместная, расположенная над двигателем, в зависимости от модификации — как со спальным, так и без спального места.

## Технические характеристики
- Колёсная формула — 6×6[9]
- Весовые параметры и нагрузки, а/м
  - Снаряженная масса а/м, кг — 9030
  - Грузоподъемность а/м, кг — 6090
  - Полная масса, кг — 15450
- Двигатель
  - Модель — КАМАЗ-740.31-240 (Евро-2)
  - Тип — дизельный с турбонаддувом, с промежуточным охлаждением наддувочного воздуха
  - Мощность — 240 л. с. (176 кВт)
  - Расположение и число цилиндров — V-образное, 8
  - Рабочий объём, л — 10,85
- Коробка передач
  - Модель — 152 или 154
  - Тип — механическая, десятиступенчатая
- Кабина
  - Тип — расположенная над двигателем, с высокой крышей
  - Исполнение — без спального места или со спальным местом
- Колеса и шины
  - Тип колёс — дисковые
  - Тип шин — пневматические, камерные
  - Размер шин — 425/85 R21 (1260 × 425-533P)
  - Ошиновка — односкатная
- Платформа
  - Платформа бортовая, с металлическими откидными бортами
  - Внутренние размеры, мм — 4800 × 2320
  - Высота бортов, мм — 500
- Общие характеристики
  - Максимальная скорость, км/ч — 90
  - Угол преодол. подъёма, не менее, % — 31
  - Внешний габаритный радиус поворота, м — 11,3

## Изображения

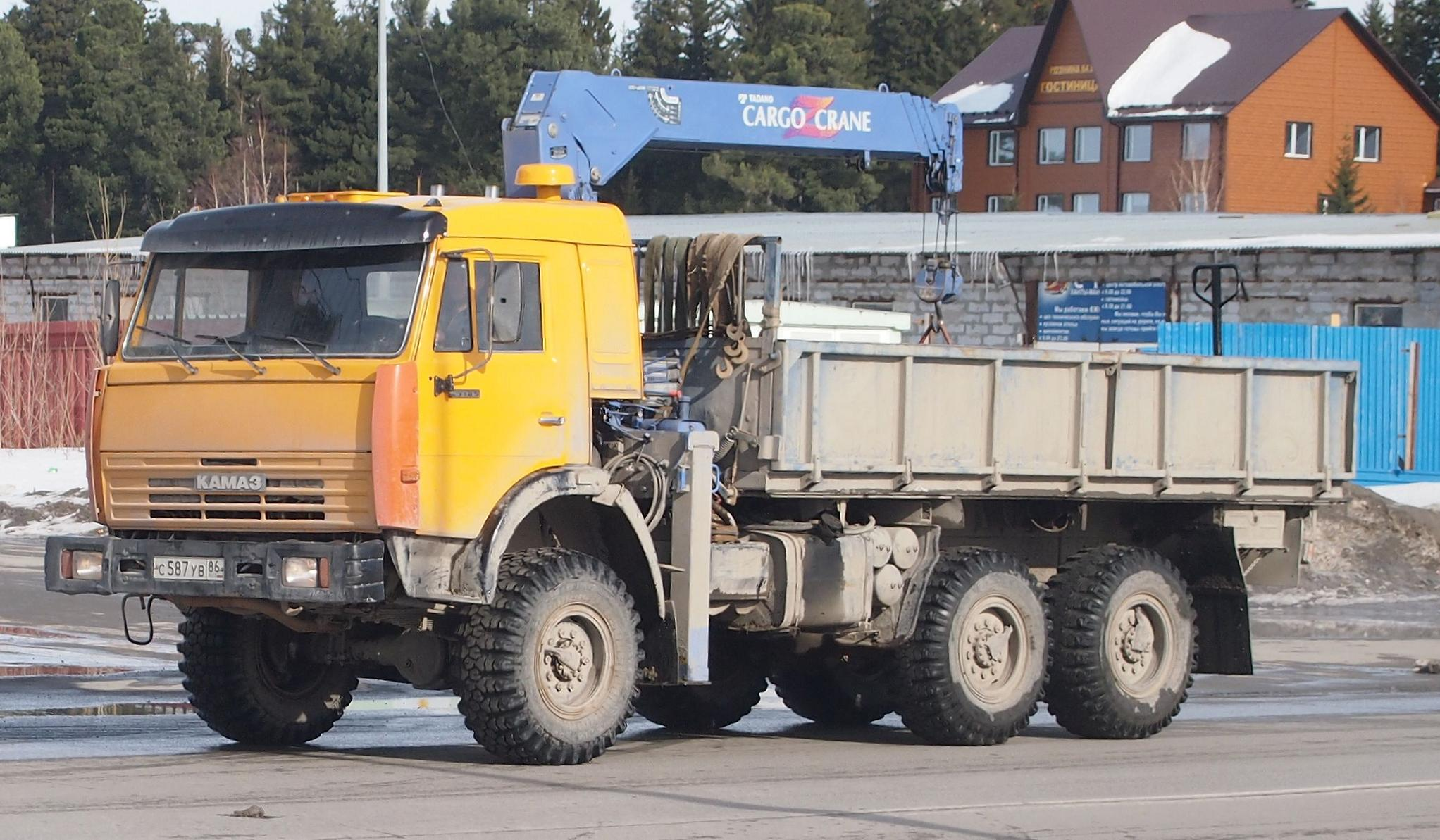
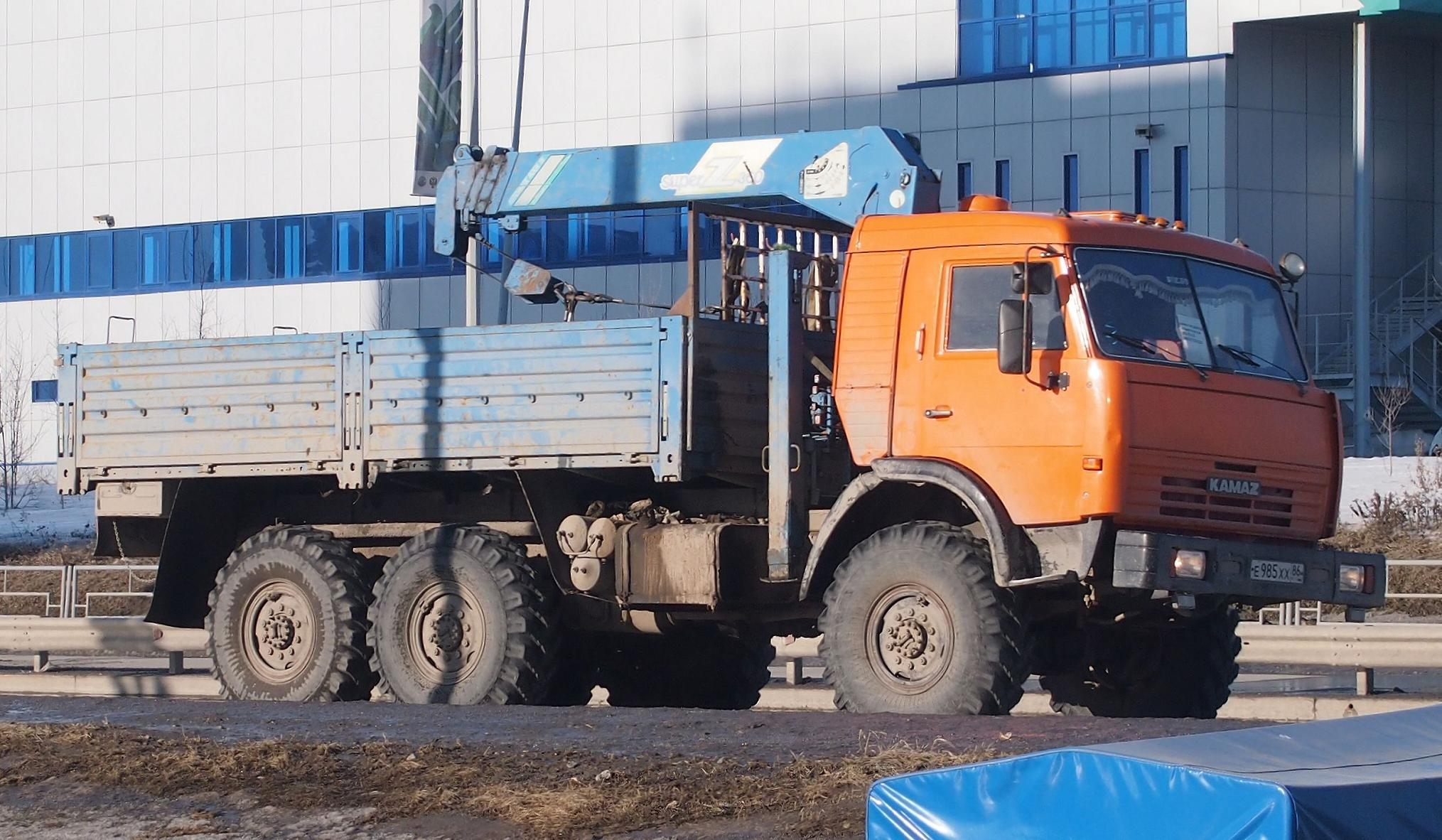
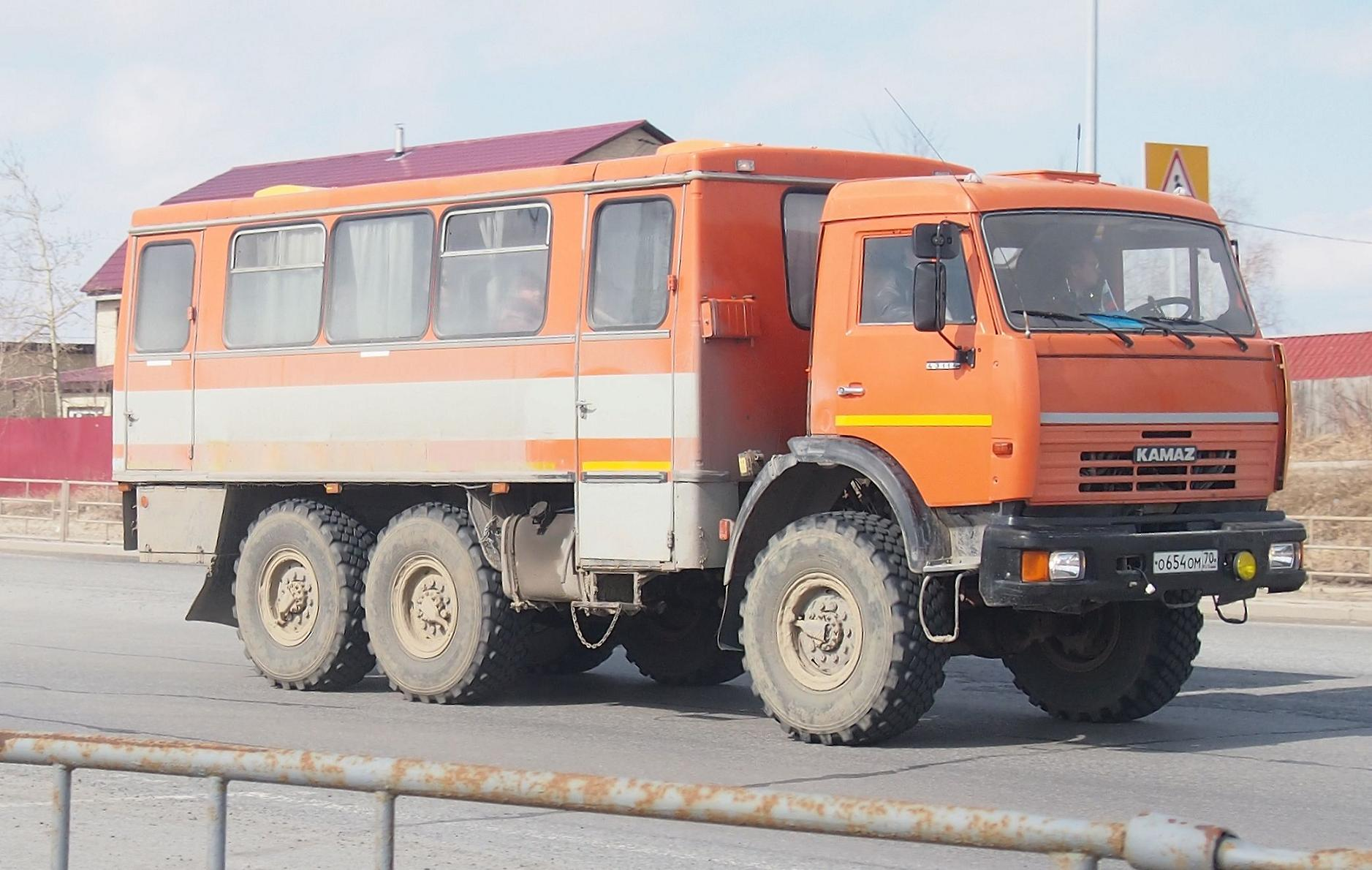
Вахтовый автобус НЕФАЗ-4208 на шасси КАМАЗа-43114
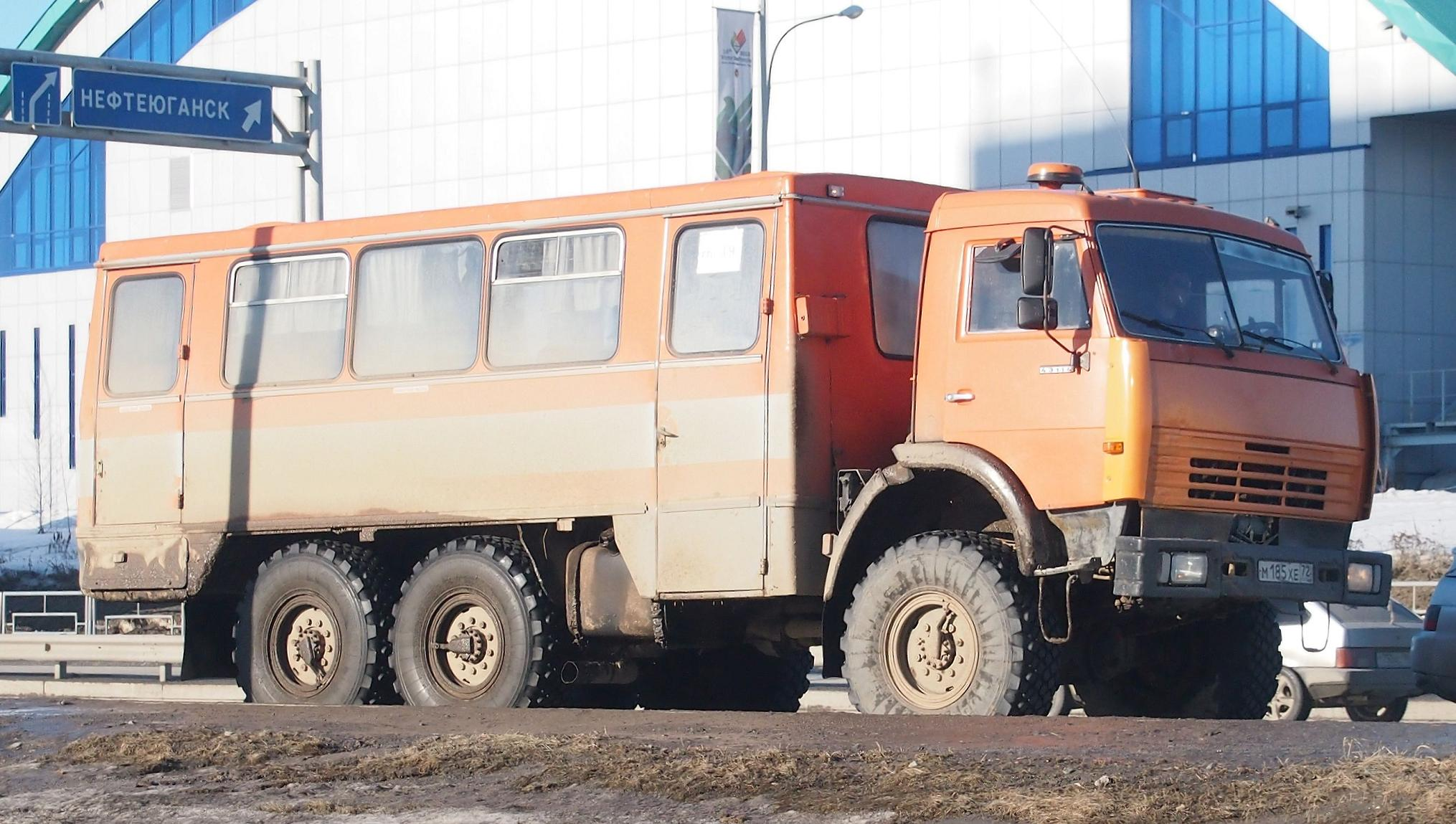
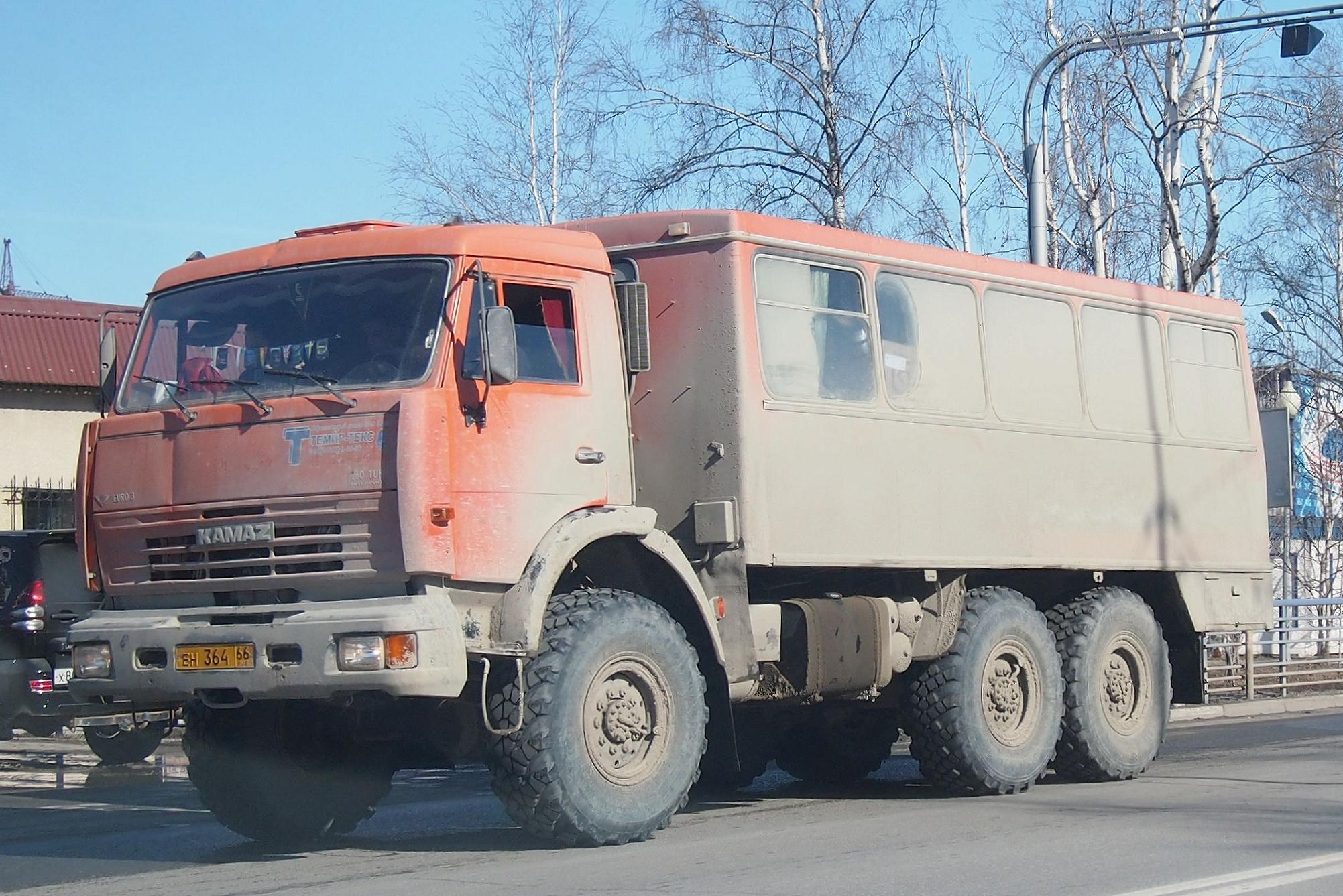
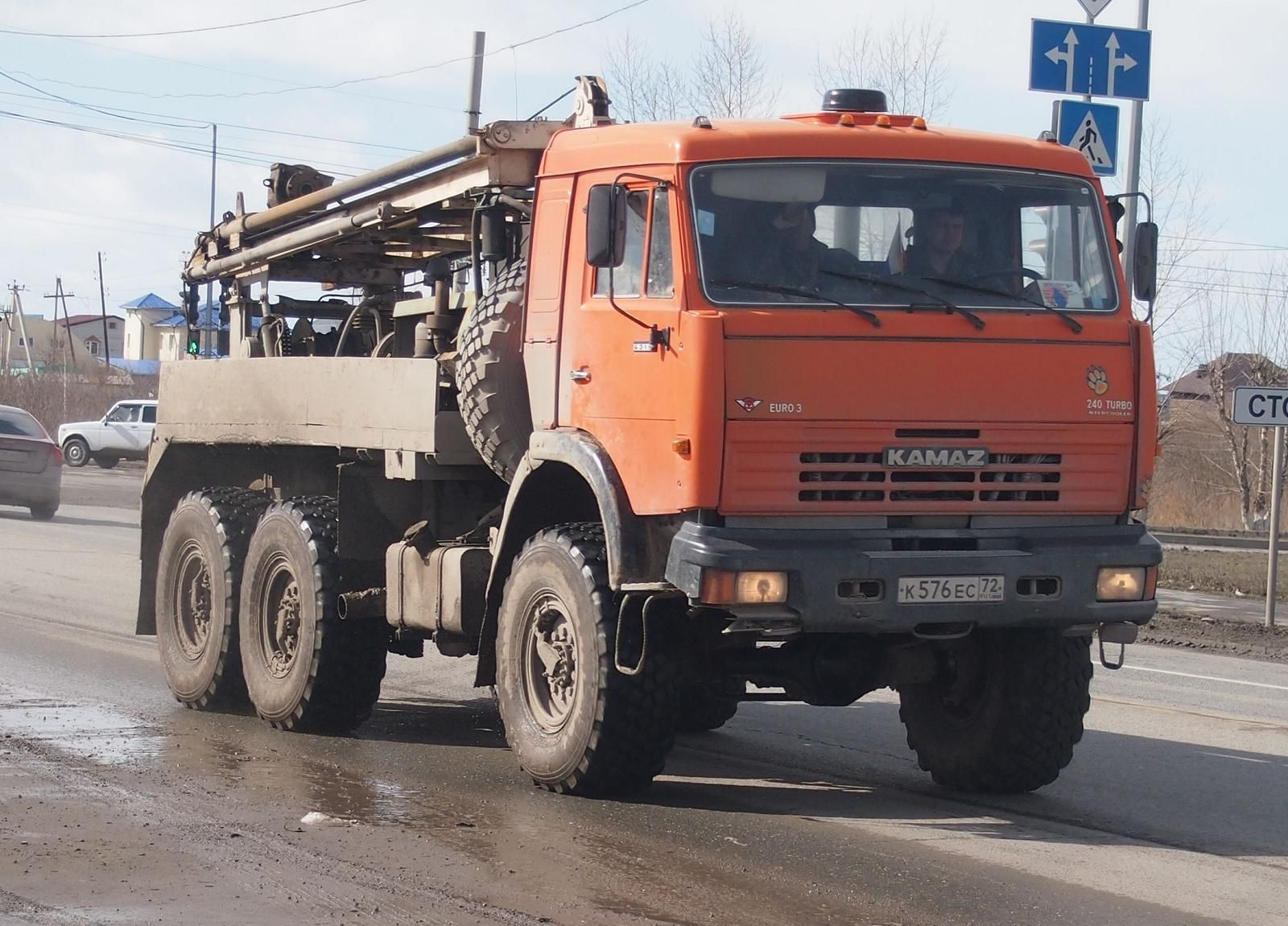
Буровая установка ПБУ-2 на КАМАЗе-43114-1025-15
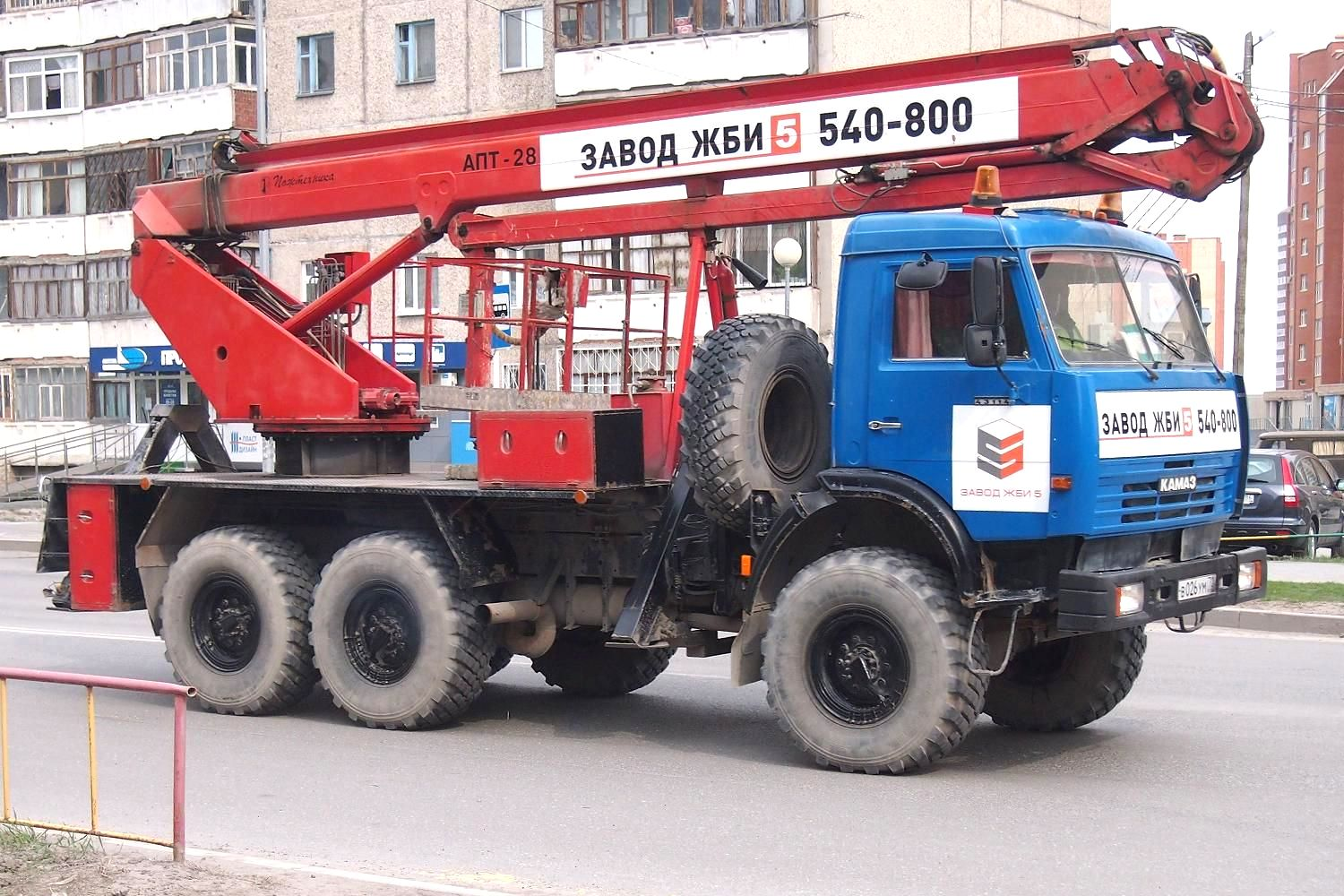
Подъёмник АПТ-28 на КАМАЗе-43114
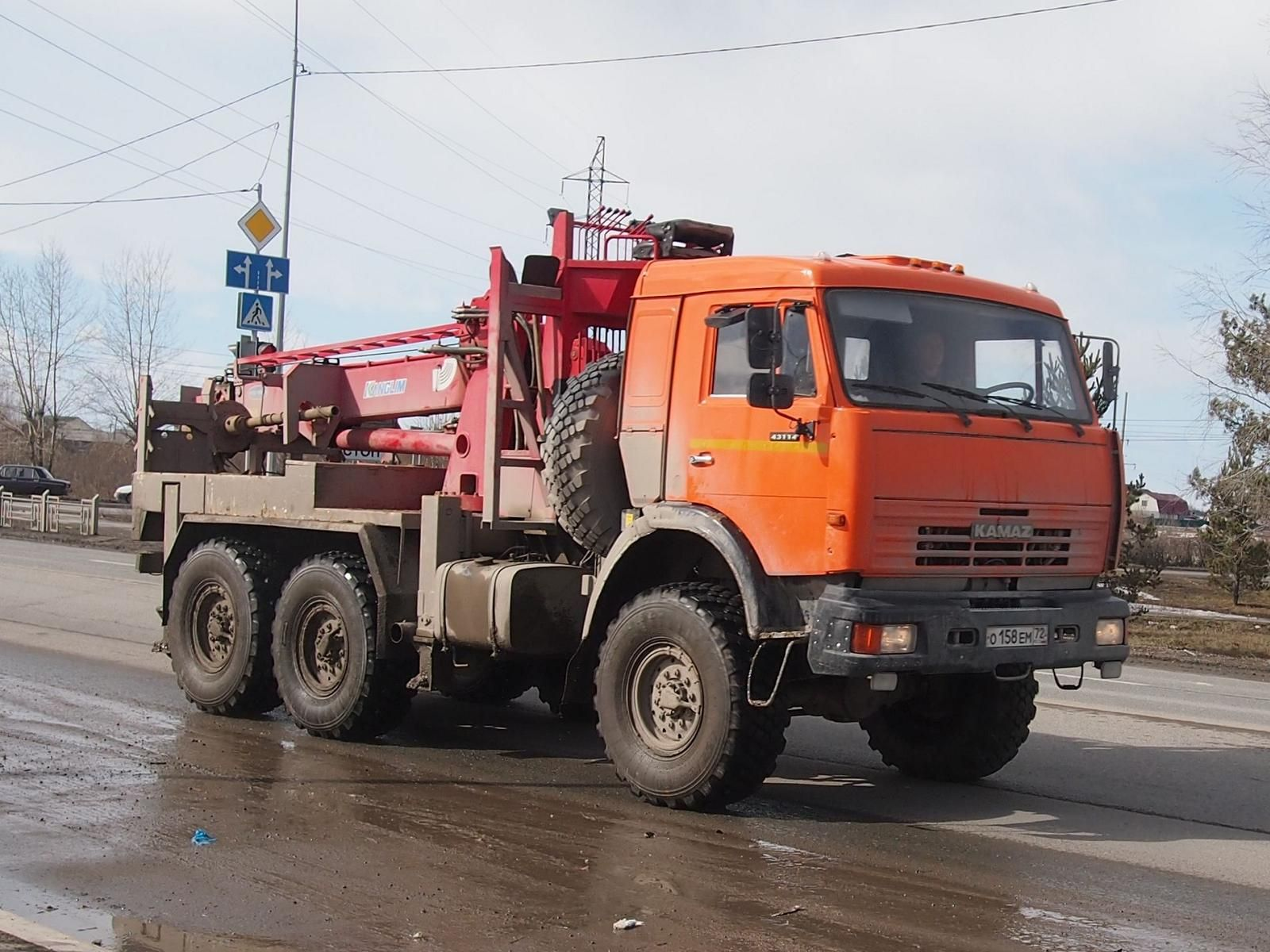
КАМАЗ-43114 с бурильно-крановой установкой
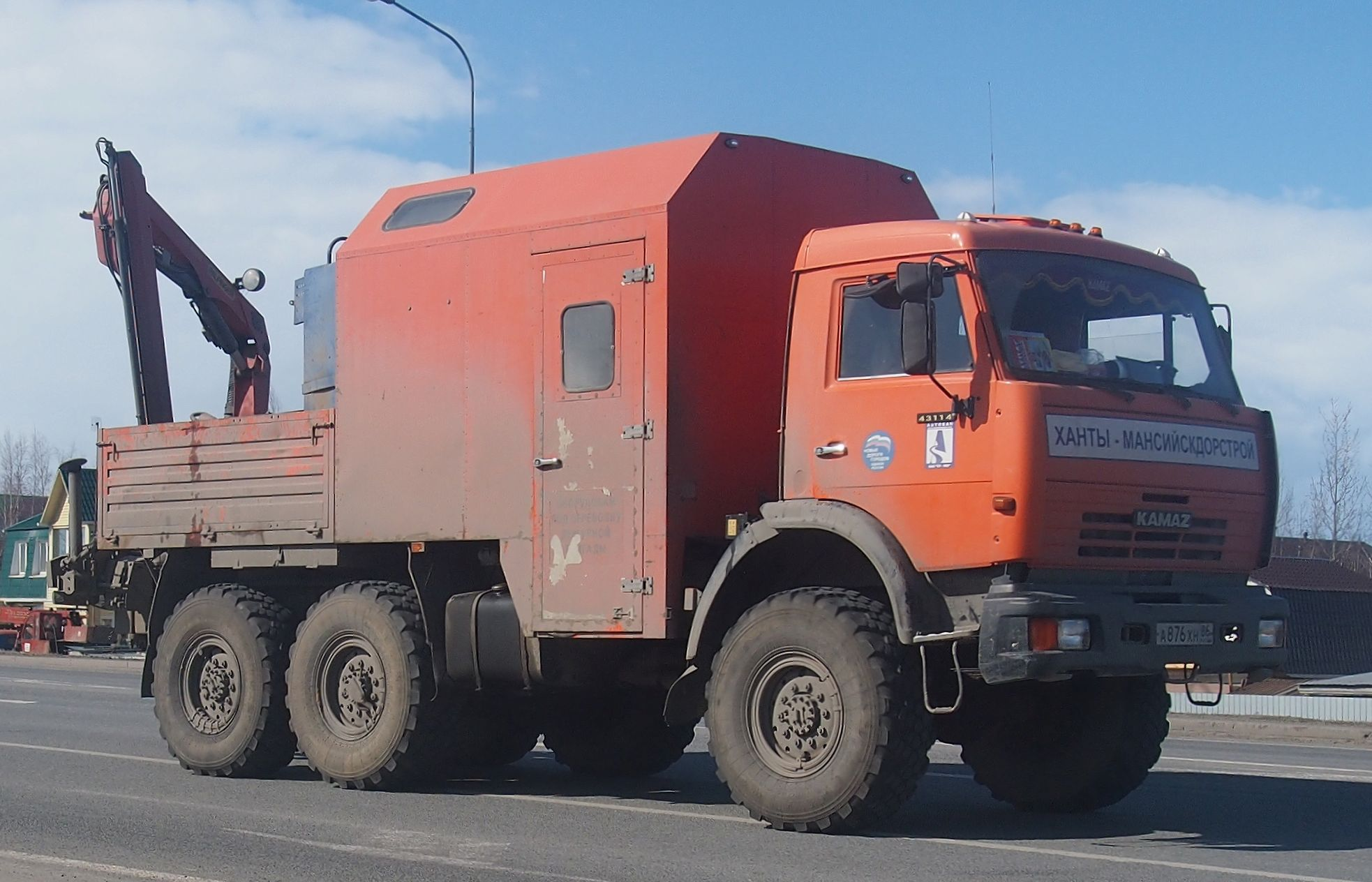
Агрегат Ремонта и Обслуживания Станков Качалок (АРОК) на шасси КАМАЗ-43114
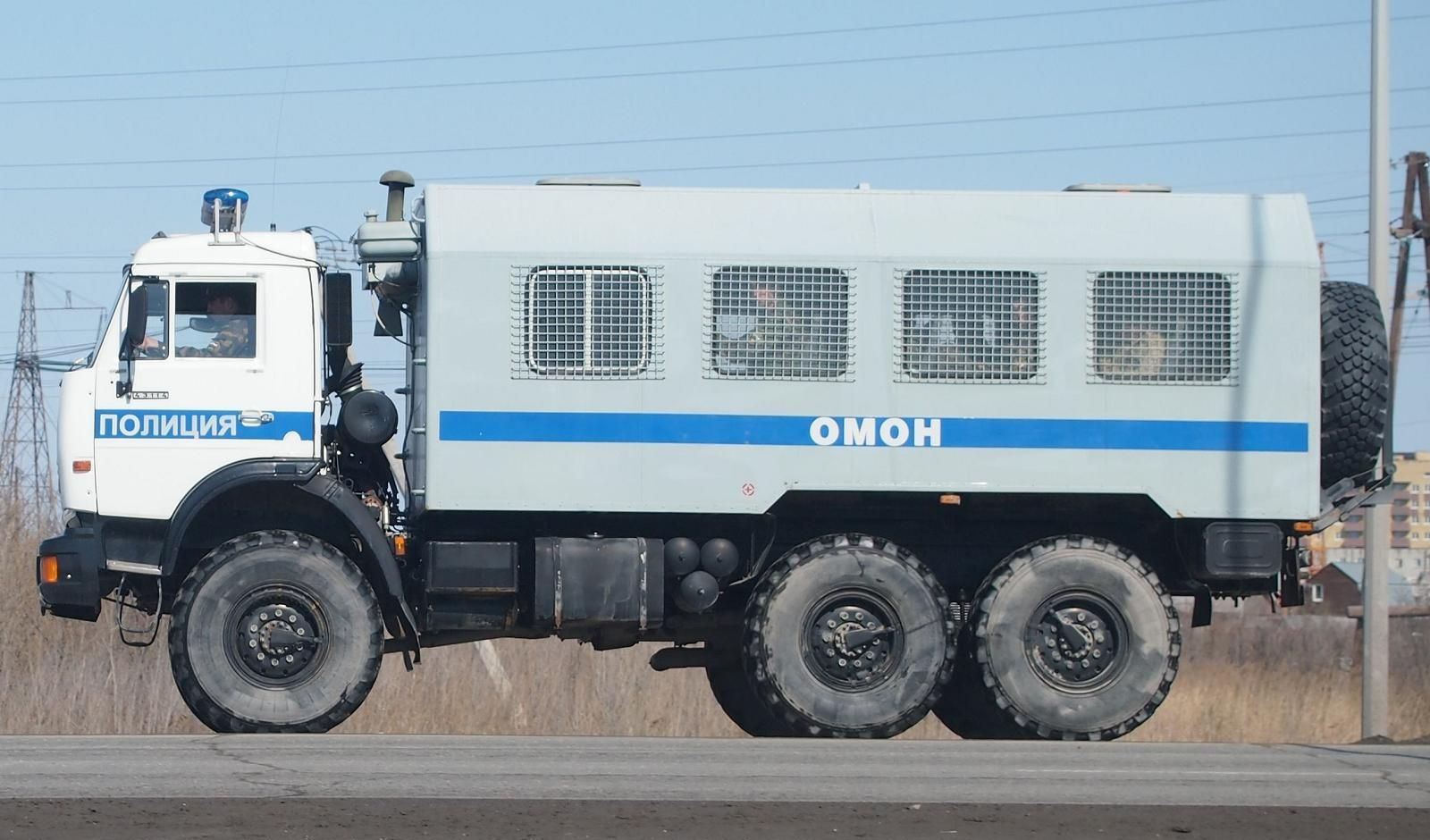
ВМ-43114